# Sida luschnathiana
Sida luschnathiana är en malvaväxtart som beskrevs av Ernst Gottlieb von Steudel. Sida luschnathiana ingår i släktet sammetsmalvor, och familjen malvaväxter. Inga underarter finns listade i Catalogue of Life.